# Методи оцінки спікливості і коксівності вугілля
Методи оцінки спікливості й коксівності вугілля
Сьогодні для оцінки спікливості вугілля використовують різні методи. Це пояснюється тим, що спікання — дуже складний процес і кожен метод характеризує лише окремі його особливості.
Спікливість вугілля залежить від властивостей пластичної маси, що утворюється, зокрема від її в'язкості й текучості. Для оцінки спікливості на основі цих властивостей застосовують пластометричні методи.
Важлива характеристика пластичної вугільної маси — її здатність спучуватися, тобто збільшуватися в об'ємі під дією летких продуктів, які виділяються при піролізі. Методи оцінки спікливості, основані на вимірюванні ступеня розширення або зміни об'єму вугільної наважки при нагріванні, називаються дилатометричними.
Як пластометричні, так і дилатометричні методи можна застосовувати для визначення температурного інтервалу пластичності або періоду перебування вугілля в пластичному стані.
Від властивостей пластичної вугільної маси, її здатності спучуватися залежать форма й об'єм нелеткого залишку, що отримують у результаті піролізу. Тому для оцінки спікливості вугілля за спученням застосовують також методи, основані на характеристиці зовнішнього вигляду нелеткого залишку.
Спікливість вугілля можна оцінити за здатністю запікати додані до вугілля інертні домішки, що не спікаються. У цьому випадку спікливість вугілля визначають за міцністю отримуваного нелеткого твердого залишку.
Кам'яне вугілля може дуже сильно розрізнятися за спікливістю. Тому важко розробити якийсь один метод, який був би однаково придатний для всього вугілля. Залежно від того, слабко чи сильно спікається вугілля, застосовують методи оцінки спікливості з більшою або меншою чутливістю.
Спікливість вугілля залежить від умов, у яких воно нагрівається. Тому для порівняльної оцінки вугілля необхідно суворо дотримуватися однакових (стандартних) умов проведення випробувань. Повинні бути забезпечені встановлені в методиці ступінь подрібнення вугілля, швидкість його нагрівання, кінцева температура, навантаження на вугілля й інші вимоги, передбачені в тому або іншому методі.
На вітчизняні методи оцінки спікливості вугілля розроблені державні стандарти. Є також ряд міжнародних стандартів (МС ISO).
Для визначення спікливості вугілля використовують проби, відібрані за ДСТУ. Зольність проб повинна бути не вища 10 %. При вищій зольності пробу збагачують.
Залежно від умов випробувань, методи визначення спікливості можна розділити на дві групи: 1) визначення спікливості при швидкому нагріванні; 2) визначення спікливості при повільному нагріванні.
Для характеристики вугілля з низькою спікливістю використовують методи випробування зі швидким нагріванням. При високій швидкості нагрівання збільшується текучість пластичної маси вугілля і поліпшується його спікливість. Тому застосування методів зі швидким нагріванням дозволяє чіткіше підрозділити слабоспікливе вугілля і виявити серед нього цінніше. При повільному нагріванні таке вугілля спікається погано, а іноді й зовсім не спікається і розрізнити його важко або просто неможливо.
Методи визначення спікливості при повільному нагріванні, які відносять до другої групи, придатні для оцінки вугілля з середньою і високою спікливістю. Ці методи іноді також відносять до непрямих методів оцінки коксівності, оскільки в промисловості коксування вугілля відбувається в умовах повільного нагрівання. Але при цьому необхідно пам'ятати, що спікливість характеризує тільки міцність з'єднання матеріалу вугільних зерен по поверхні. Вона не відображає багато інших характеристик якості коксу. Тому показники спікливості можуть давати лише приблизну оцінку придатності вугілля для коксування.
Точнішу характеристику коксівності дають прямі методи коксування вугілля в лабораторних, напівпромислових або промислових умовах. При цьому отримують грудковий кокс і визначають його різні властивості: механічну міцність, реакційну здатність, розмір шматків. Коксівність вугілля оцінюють головним чином за показниками міцності отримуваного коксу.
Коксівність вугілля можна прогнозувати також розрахунковими методами на основі оцінки властивостей початкового вугілля або на основі моделювання тих умов, які складаються при коксуванні.